# Georg Schmidt (Politiker, 1902)
Georg Schmidt (* 19. April 1902 in Hettenleidelheim; † 11. November 1962) war Landtagsabgeordneter der Zentrumspartei in Nordrhein-Westfalen.
Schmidt hatte studiert und war promoviert. 
Im Jahr 1946 in der ersten Ernennungsperiode war er Mitglied des ernannten Landtags von Nordrhein-Westfalen.